# Wasyl Kłymenko
Wasyl Kostiantynowycz Kłymenko (ukr. Василь Костянтинович Клименко, ur. 7 sierpnia?/20 sierpnia 1906 we wsi Petriwka w guberni jekaterynosławskiej, zm. 1984 w Kijowie) – radziecki i ukraiński polityk, członek KC KPZR (1956–1971), zastępca członka Biura Politycznego KC KPU (1961–1971).
W latach 1928–1930 w Armii Czerwonej, od 1929 w WKP(b), 1930–1935 studiował na wydziale chemiczno-technologicznym Kijowskiego Instytutu Politechnicznego. Od 1935 inżynier i szef warsztatu fabryki w Słowiańsku, w latach 1939–1941 dyrektor fabryki w Słowiańsku, od marca do grudnia 1941 sekretarz Komitetu Obwodowego KP(b)U w Stalino (obecnie Donieck) ds. przemysłu chemicznego, od grudnia 1941 do sierpnia 1943 sekretarz Baszkirskiego Komitetu Obwodowego WKP(b) ds. przemysłu chemicznego, 1943–1944 zastępca sekretarza Stalińskiego Komitetu Obwodowego KP(b)U ds. przemysłu chemicznego, 1944-1947 II sekretarz Komitetu Miejskiego KP(b)U w Stalino, 1947–1951 II sekretarz Komitetu Obwodowego KP(b)U w Stalino. Od 28 stycznia 1949 do 23 września 1952 zastępca członka KC KP(b)U, a od 23 września 1952 do 10 lutego 1976 członek KC KP(b)U/KPU. Od 1951 do marca 1961 I sekretarz Komitetu Obwodowego KP(b)U/KPU w Woroszyłowgradzie/Ługańsku, od 25 lutego 1956 do 30 marca 1971 członek KC KPZR, od marca 1961 do marca 1971 przewodniczący Ukraińskiej Republikańskiej Rady Związków Zawodowych, od 19 maja 1961 do 17 marca 1971 zastępca członka Prezydium/Biura Politycznego KC KPU, następnie na emeryturze. Deputowany do Rady Najwyższej ZSRR od 3 do 8 kadencji. Odznaczony trzema Orderami Lenina, Orderem Czerwonego Sztandaru Pracy i Orderem „Znak Honoru” (21 kwietnia 1939).